# Stefanova–Boltzmannova konstanta
Stefanova–Boltzmannova konstanta je fyzikální konstanta, vyjadřující ve Stefanově–Boltzmannově zákonu úměru mezi zářivým výkonem jednotkové plochy absolutně černého tělesa a čtvrtou mocninou teploty.
Označuje se řeckým písmenem σ.
Po redefinici SI je od r. 2019 její hodnota pevně stanovenou konstantou:
σ = 5,670 374 419…×10−8 W·m−2·K−4 (přesně, vizte následující vztahy)
Konstantu lze vyjádřit pomocí jiných fyzikálních konstant:
{\displaystyle \sigma ={\frac {2\pi ^{5}k_{\mathrm {B} }^{4}}{15h^{3}c^{2}}}={\frac {\pi ^{2}k_{\mathrm {B} }^{4}}{60\hbar ^{3}c^{2}}}}
kde
{\displaystyle k_{\mathrm {B} }} je Boltzmannova konstanta,
{\displaystyle h} je Planckova konstanta,
{\displaystyle \hbar =h/2\pi } je redukovaná Planckova konstanta (Diracova konstanta),
{\displaystyle c} je rychlost světla ve vakuu.